# Pietro Marcellino Corradini
Pietro Marcellino Corradini (2. června 1658 Sezze – 8. února 1743 Řím) byl italský římskokatolický duchovní, arcibiskup a kardinál .

## Život
Narodil se 2. června 1658 v Sezze jako syn Torquata Corradiniho a Porzii Ciammarucone.
Studoval obojí právo v Římě a vstoupil do služeb kardinála Benedetta Pamphiliho. Byl to velmi kultivovaný muž, zajímal se o filozofii a teologii, právo, historii, archeologii a patřil k Akademii Arcadia. Stal se kanovníkem kapituly Lateránské baziliky. Po studiu teologie byl 10. června 1702 byl vysvěcen na kněze. Působil jako referendář Apoštolské signatury a auditor Posvátné penitenciárie.
Dne 7. listopadu 1707 jej papež Klement XI. jmenoval titulárním arcibiskupem athénským. Biskupské svěcení přijal 27. listopadu z rukou kardinála Fabrizia Paolucciho. Od téhož roku byl asistentem papežského trůnu. Dne 18. května 1712 byl papežem Klementem jmenován kardinálem in pectore. Jmenování bylo zveřejněno 26. září s udělením titulu kardinála-kněze ze San Giovanni a Porta Latina.
Dne 26. listopadu 1718 se stal prefektem Posvátné kongregace koncilu. Tento úřad vykonával do 17. května 1721. Mezitím byl od 8. února 1719 do 4. března 1720 camerlengem Posvátného kolegia kardinálů. Od 12. května 1721 zastával funkci pro-dataria Apoštolské datárie.
Dne 11. září 1726 mu byl změněn titul na kardinála-kněze ze Santa Maria in Trastevere. 
Čtyřikrát se účastnil konkláve. V konkláve v roce 1730 měl být zvolen papežem, ale jeho volbu zablokovalo veto rakouského císaře Karla VI., které vyjádřili kardinálové Cienfuegos a Bentivoglio. Roku 1740, po smrti Klementa XII., se sám volby z důvodu věku vzdal.
Dne 15. prosince 1734 byl ustanoven kardinálem-biskupem z Frascati.
V Římě založil nemocnici San Gallicano a roku 1717 ve svém rodném městě také řeholní kongregaci Sester Svaté rodiny, dnes známou jako Školské sestry Svaté rodiny, zaměřenou na vzdělávání.
Zemřel po krátké nemoci 8. února 1743. Pohřben byl v bazilice Santa Maria in Trastevere.

## Proces svatořečení
Proces byl zahájen 19. května 1993 v palermské arcidiecézi. Dne 24. dubna 2021 uznal papež František jeho hrdinské ctnosti.